# Phaeosaccardinula
Phaeosaccardinula är ett släkte av svampar. Phaeosaccardinula ingår i familjen Chaetothyriaceae, ordningen Chaetothyriales, klassen Eurotiomycetes, divisionen sporsäcksvampar och riket svampar.
| Phaeosaccardinula | \| \| Phaeosaccardinula diospyricola \| \| \| \| |
|                   | \| \| Phaeosaccardinula diospyricola \| \| \| \| |
|                   | Yatesula                                         |
|                   |                                                  |
|                   | Biciliopsis                                      |
|                   |                                                  |
|                   | Chaetothyrium                                    |
|                   |                                                  |
|                   | Euceramia                                        |
|                   |                                                  |
|                   | Cyphellophora                                    |
|                   |                                                  |
|                   | Ceramothyrium                                    |
|                   |                                                  |
|                   | Kazulia                                          |
|                   |                                                  |
|                   | Merismella                                       |
|                   |                                                  |
|                   | Microcallis                                      |
|                   |                                                  |
|                   | Treubiomyces                                     |
|                   |                                                  |
|                   | Actinocymbe                                      |
|                   |                                                  |
|                   | Phaeosaccardinula diospyricola                   |
|                   |                                                  |

|  | Phaeosaccardinula diospyricola |
|  |                                |